# 鹿児島県第1区
鹿児島県第1区（かごしまけんだい1く）は、日本の衆議院における選挙区。1994年（平成6年）の公職選挙法改正で設置。

## 区域

### 現在の区域
2022年（令和4年）公職選挙法改正以降の区域は以下のとおりである。
- 鹿児島市
  - 本庁管内
  - 伊敷・吉野・吉田・松元・郡山・桜島の各支所管内
- 鹿児島郡

2017年（平成29年）公職選挙法改正から2022年の小選挙区改定までの区域は以下のとおりである。2017年の区割り変更により、3区の一部が編入された。
- 鹿児島市
  - 本庁管内
  - 伊敷・東桜島・吉野・吉田・桜島・松元・郡山の各支所管内
- 鹿児島郡

### 2017年以前の区域
2013年（平成25年）公職選挙法改正から2017年の小選挙区改定までの区域は以下のとおりである。
- 鹿児島市
  - 本庁管内
  - 伊敷・東桜島・吉野・吉田・桜島の各支所管内
- 鹿児島郡

2002年（平成14年）公職選挙法改正から2013年の小選挙区改定までの区域は以下のとおりである。
- 鹿児島市
  - 本庁管内
  - 伊敷・東桜島・吉野の各支所管内
- 鹿児島郡

1994年（平成6年）公職選挙法改正から2002年の小選挙区改定までの区域は以下のとおりである。
- 鹿児島市
  - 本庁管内
  - 伊敷・東桜島の各支所管内
  - 吉野出張所管内
- 鹿児島郡

## 歴史
旧鹿児島市のおよそ3分の2を含む都市化の進んだ地域であり、県内の5選挙区中最も有権者数が多い。また、選挙区内の三島村と十島村は役場が鹿児島市内にあり、フェリーで投票箱を運搬する時間の都合により投票日の3日前に全国で最も早い繰り上げ投票が行われる地域である。
かつての中選挙区制下で唯一、事実上の小選挙区であった奄美群島選挙区において「保徳戦争」と呼ばれる壮絶な選挙戦の当事者であった自民党公認の保岡興治が選挙巧者ぶりを発揮して当選し、対する民主党公認の川内博史は比例九州ブロックで復活当選という構図が2005年の第44回衆議院議員総選挙まで4回続いていたが、2009年の第45回衆議院議員総選挙では川内が初めて小選挙区で当選し、保岡の比例復活も阻止する完勝を遂げた。1区から自民党議員がいなくなるのは、これが初めてであった。
しかし2012年の第46回衆議院議員総選挙では保岡が再び当選して川内は比例復活できず、2009年とは逆の結果になった。2014年の第47回衆議院議員総選挙でも保岡が勝利し、川内は比例復活すらできず落選した。
2017年の第48回衆議院議員総選挙にも当初は保岡興治が立候補する予定であったが、公示日直前に自身が膵臓がんである事を明かし、引退を表明。急遽長男の保岡宏武が擁立されたが、定年のために興治は比例の名簿に当初から入っておらず調整が付かなかったために宏武も比例重複無しで選挙に臨むこととなった。一方で川内は立憲民主党からの出馬を表明し、これを受けて日本共産党は候補者を取り下げ、川内へと実質的に協力した。結果は川内が僅差で保岡を差し切り3期ぶりに小選挙区で当選して国政復帰を果たし、比例重複していなかった保岡はそのまま落選した。なお、保岡興治の不出馬表明・宏武の出馬表明が公示の2日前だったため。定数減により自身が支部長を務める小選挙区が無くなった現職の宮路拓馬も同区からの出馬に意欲を示していただけに、公示直前の出馬取りやめに対して一部の県議から「宮路封じ」との批判が出た。。県連会長の森山裕は「1区支部長を選挙後に改めて決める」と述べた。
2021年の第49回衆議院議員総選挙では保岡宏武が比例九州ブロック（単独2位）に回り、宮路が出馬し当選、川内に比例復活を許さなかった。川内の得票数は自身の過去最高に次ぐものであったが、比例で立憲への支持が広がらなかったことが落選の原因となった。川内はその後、長崎県内の選挙区での補欠選挙に立憲の比例議員が出馬したことで欠員が生じ、繰り上げ当選で議席が復活した。
2024年の第50回衆議院議員総選挙では川内が勝利し、宮路が比例復活となった。

## 小選挙区選出議員
| 選挙名                 | 年                 | 当選者   | 党派       |
| ---------------------- | ------------------ | -------- | ---------- |
| 第41回衆議院議員総選挙 | 1996年（平成8年）  | 保岡興治 | 自由民主党 |
| 第42回衆議院議員総選挙 | 2000年（平成12年） | 保岡興治 | 自由民主党 |
| 第43回衆議院議員総選挙 | 2003年（平成15年） | 保岡興治 | 自由民主党 |
| 第44回衆議院議員総選挙 | 2005年（平成17年） | 保岡興治 | 自由民主党 |
| 第45回衆議院議員総選挙 | 2009年（平成21年） | 川内博史 | 民主党     |
| 第46回衆議院議員総選挙 | 2012年（平成24年） | 保岡興治 | 自由民主党 |
| 第47回衆議院議員総選挙 | 2014年（平成26年） | 保岡興治 | 自由民主党 |
| 第48回衆議院議員総選挙 | 2017年（平成29年） | 川内博史 | 立憲民主党 |
| 第49回衆議院議員総選挙 | 2021年（令和3年）  | 宮路拓馬 | 自由民主党 |
| 第50回衆議院議員総選挙 | 2024年（令和6年）  | 川内博史 | 立憲民主党 |

## 選挙結果
時の内閣：第1次石破内閣 解散日：2024年10月9日 公示日：2024年10月15日
当日有権者数：35万3174人 最終投票率：50.65%（前回比： 3.45%） （全国投票率：53.85%（2.08%））
| 当落 | 候補者名 | 年齢 | 所属党派   | 新旧 | 得票数   | 得票率 | 惜敗率 | 推薦・支持 | 重複 |
| ---- | -------- | ---- | ---------- | ---- | -------- | ------ | ------ | ---------- | ---- |
| 当   | 川内博史 | 62   | 立憲民主党 | 前   | 80,918票 | 46.04% | ――     |            | ○    |
| 比当 | 宮路拓馬 | 44   | 自由民主党 | 前   | 78,221票 | 44.51% | 96.67% | 公明党推薦 | ○    |
|      | 昇拓真   | 34   | 参政党     | 新   | 16,607票 | 9.45%  | 20.52% |            |      |

時の内閣：第1次岸田内閣 解散日：2021年10月14日 公示日：2021年10月19日
当日有権者数：35万8070人 最終投票率：54.10%（前回比：2.33%） （全国投票率：55.93%（2.25%））
| 当落 | 候補者名 | 年齢 | 所属党派   | 新旧 | 得票数    | 得票率 | 惜敗率 | 推薦・支持       | 重複 |
| ---- | -------- | ---- | ---------- | ---- | --------- | ------ | ------ | ---------------- | ---- |
| 当   | 宮路拓馬 | 41   | 自由民主党 | 前   | 101,251票 | 53.15% | ――     | 公明党推薦       | ○    |
|      | 川内博史 | 59   | 立憲民主党 | 前   | 89,232票  | 46.85% | 88.13% | れいわ新選組推薦 | ○    |

- 宮路は47回は鹿児島県第3区から、48回は比例九州ブロック単独で立候補していた。
- 保岡宏武は比例単独で立候補し当選。
- 川内は山田勝彦の長崎3区補欠選挙への立候補に伴う自動失職（退職）により、2024年4月に繰り上げ当選。

時の内閣：第3次安倍第3次改造内閣 解散日：2017年9月28日 公示日：2017年10月10日
当日有権者数：36万597人 最終投票率：51.77%（前回比：5.42%） （全国投票率：53.68%（1.02%））
| 当落 | 候補者名 | 年齢 | 所属党派     | 新旧 | 得票数   | 得票率 | 惜敗率 | 推薦・支持 | 重複 |
| ---- | -------- | ---- | ------------ | ---- | -------- | ------ | ------ | ---------- | ---- |
| 当   | 川内博史 | 55   | 立憲民主党   | 元   | 76,699票 | 41.80% | ――     |            | ○    |
|      | 保岡宏武 | 44   | 自由民主党   | 新   | 74,831票 | 40.78% | 97.56% | 公明党推薦 |      |
|      | 山之内毅 | 35   | 日本維新の会 | 元   | 26,895票 | 14.66% | 35.07% |            | ○    |
|      | 宮崎一博 | 57   | 無所属       | 新   | 5,066票  | 2.76%  | 6.61%  |            | ×    |

時の内閣：第2次安倍改造内閣 解散日：2014年11月21日 公示日：2014年12月2日
当日有権者数：33万6070人 最終投票率：46.35%（前回比：4.83%） （全国投票率：52.66%（6.66%））
| 当落 | 候補者名 | 年齢 | 所属党派   | 新旧 | 得票数   | 得票率 | 惜敗率 | 推薦・支持                   | 重複 |
| ---- | -------- | ---- | ---------- | ---- | -------- | ------ | ------ | ---------------------------- | ---- |
| 当   | 保岡興治 | 75   | 自由民主党 | 前   | 67,376票 | 44.08% | ――     | 公明党推薦                   |      |
|      | 川内博史 | 53   | 民主党     | 元   | 47,315票 | 30.96% | 70.23% | 緑の党グリーンズジャパン支持 | ○    |
|      | 山之内毅 | 32   | 維新の党   | 前   | 30,133票 | 19.71% | 44.72% |                              | ○    |
|      | 山口広延 | 39   | 日本共産党 | 新   | 8,024票  | 5.25%  | 11.91% |                              |      |

時の内閣：野田第3次改造内閣 解散日：2012年11月16日 公示日：2012年12月4日
当日有権者数：33万5532人 最終投票率：51.18%（前回比：15.70%） （全国投票率：59.32%（9.96%））
| 当落 | 候補者名   | 年齢 | 所属党派     | 新旧 | 得票数   | 得票率 | 惜敗率 | 推薦・支持   | 重複 |
| ---- | ---------- | ---- | ------------ | ---- | -------- | ------ | ------ | ------------ | ---- |
| 当   | 保岡興治   | 73   | 自由民主党   | 元   | 76,652票 | 45.49% | ――     | 公明党推薦   |      |
|      | 川内博史   | 51   | 民主党       | 前   | 42,792票 | 25.39% | 55.83% | 国民新党推薦 | ○    |
| 比当 | 山之内毅   | 31   | 日本維新の会 | 新   | 36,188票 | 21.48% | 47.21% |              | ○    |
|      | 渡邉信一郎 | 55   | 日本未来の党 | 新   | 6,926票  | 4.11%  | 9.04%  | 新党大地推薦 | ○    |
|      | 山口広延   | 37   | 日本共産党   | 新   | 5,951票  | 3.53%  | 7.76%  |              |      |

時の内閣：麻生内閣 解散日：2009年7月21日 公示日：2009年8月18日
当日有権者数：33万3555人 最終投票率：66.88%（前回比：2.66%） （全国投票率：69.28%（1.77%））
| 当落 | 候補者名 | 年齢 | 所属党派   | 新旧 | 得票数    | 得票率 | 惜敗率 | 推薦・支持 | 重複 |
| ---- | -------- | ---- | ---------- | ---- | --------- | ------ | ------ | ---------- | ---- |
| 当   | 川内博史 | 47   | 民主党     | 前   | 117,383票 | 53.23% | ――     |            | ○    |
|      | 保岡興治 | 70   | 自由民主党 | 前   | 94,226票  | 42.73% | 80.27% | 公明党推薦 | ○    |
|      | 山口広延 | 34   | 日本共産党 | 新   | 6,422票   | 2.91%  | 5.47%  |            |      |
|      | 山下純一 | 54   | 無所属     | 新   | 1,429票   | 0.65%  | 1.22%  |            | ×    |
|      | 川田純一 | 42   | 幸福実現党 | 新   | 1,079票   | 0.49%  | 0.92%  |            |      |

時の内閣：第2次小泉改造内閣 解散日：2005年8月8日 公示日：2005年8月30日
当日有権者数：33万1888人 最終投票率：64.22%（前回比：7.11%） （全国投票率：67.51%（7.65%））
| 当落 | 候補者名   | 年齢 | 所属党派   | 新旧 | 得票数    | 得票率 | 惜敗率 | 推薦・支持 | 重複 |
| ---- | ---------- | ---- | ---------- | ---- | --------- | ------ | ------ | ---------- | ---- |
| 当   | 保岡興治   | 66   | 自由民主党 | 前   | 112,437票 | 53.48% | ――     |            | ○    |
| 比当 | 川内博史   | 43   | 民主党     | 前   | 88,284票  | 41.99% | 78.52% |            | ○    |
|      | 桂田美智子 | 52   | 日本共産党 | 新   | 9,525票   | 4.53%  | 8.47%  |            |      |

時の内閣：第1次小泉第2次改造内閣 解散日：2003年10月10日 公示日：2003年10月28日 最終投票率：57.11% （全国投票率：59.86%（2.63%））
| 当落 | 候補者名 | 年齢 | 所属党派   | 新旧 | 得票数   | 得票率 | 惜敗率 | 推薦・支持 | 重複 |
| ---- | -------- | ---- | ---------- | ---- | -------- | ------ | ------ | ---------- | ---- |
| 当   | 保岡興治 | 64   | 自由民主党 | 前   | 95,841票 | 51.96% | ――     |            | ○    |
| 比当 | 川内博史 | 42   | 民主党     | 前   | 79,243票 | 42.96% | 82.68% |            | ○    |
|      | 山口陽規 | 50   | 日本共産党 | 新   | 9,359票  | 5.07%  | 9.77%  |            |      |

時の内閣：第1次森内閣 解散日：2000年6月2日 公示日：2000年6月13日 （全国投票率：62.49%（2.84%））
| 当落 | 候補者名 | 年齢 | 所属党派   | 新旧 | 得票数   | 得票率 | 惜敗率 | 推薦・支持 | 重複 |
| ---- | -------- | ---- | ---------- | ---- | -------- | ------ | ------ | ---------- | ---- |
| 当   | 保岡興治 | 61   | 自由民主党 | 前   | 87,729票 | 47.83% | ――     |            | ○    |
| 比当 | 川内博史 | 38   | 民主党     | 前   | 78,684票 | 42.89% | 89.69% |            | ○    |
|      | 祝迫光治 | 57   | 日本共産党 | 新   | 17,023票 | 9.28%  | 19.40% |            |      |

時の内閣：第1次橋本内閣 解散日：1996年9月27日 公示日：1996年10月8日 （全国投票率：59.65%（8.11%））
| 当落 | 候補者名 | 年齢 | 所属党派   | 新旧 | 得票数   | 得票率 | 惜敗率 | 推薦・支持 | 重複 |
| ---- | -------- | ---- | ---------- | ---- | -------- | ------ | ------ | ---------- | ---- |
| 当   | 保岡興治 | 57   | 自由民主党 | 前   | 70,659票 | 48.14% | ――     |            | ○    |
| 比当 | 川内博史 | 34   | 民主党     | 新   | 57,761票 | 39.35% | 81.75% | 新進党推薦 | ○    |
|      | 久保田薫 | 48   | 日本共産党 | 新   | 18,365票 | 12.51% | 25.99% |            |      |